# سيلفيا مورغان
سيلفيا مورغان (بالإسبانية: Silvia Morgan)‏ هي ممثلة إسبانية، ولدت في 2 أكتوبر 1923 ببرشلونة في إسبانيا، وتوفيت في 2009.

## وصلات خارجية
- سيلفيا مورغان على موقع IMDb (الإنجليزية)
- سيلفيا مورغان على موقع قاعدة بيانات الفيلم (الإنجليزية)